# José Acasuso
José Acasuso (Posadas-Misiones, 20 de outubro de 1982) é um tenista profissional da Argentina.
Acasuso começou a jogar com 12 anos de idade, em 1999 iniciou a carreira profissional, o salto na carreira foi a final no ATP de 2001 em [Buenos Aires], perdendo para Gustavo Kuerten, como azarão ficou com o vice-campeonato, desde então, é um dos melhores argentinos no circuito conquistas 3 títulos em simples e 5 em duplas, um título ao lado do brasileiro Flávio Saretta, e o restante com o argentino Sebastián Prieto especialista em duplas, ele faz parte da Equipe Argentina da Copa Davis, estreando em 2006.

## Conquistas

### Simples
- 2002 ATP de Sopot,Polónia
- 2004 ATP de Bucareste, Roménia
- 2006 ATP de Viña del Mar, Chile

### Duplas
- 2004 ATP de Umag, Croácia com Flávio Saretta
- 2005 ATP de Estugarda, Alemanha com Sebastián Prieto
- 2005 ATP de Bucareste, Roménia com Sebastián Prieto
- 2006 ATP de Viña del Mar, Chile com Sebastián Prieto
- 2008 ATP de Viña del Mar, Chile com Sebastián Prieto